# Prison de Namur
La prison de la ville de Namur  se trouve sur la place Abbé Joseph André à Namur, en Belgique. Construite en 1874 en forme de croix latine renversée (nord-sud) la prison sert de maison d’arrêt et de punition. Elle comprend également une section psychiatrique et un atelier. La capacité totale est de 134 places, dont 22 dans la section psychiatrique.
Située au centre de la ville (derrière la gare) l’établissement est apprécié des condamnés – quand ils ont le choix – car son caractère urbain facilite les contacts avec famille et visiteurs. Les nouvelles prisons sont généralement construites en dehors des villes. Le contrecoup de cette localisation urbaine est que la prison manque d’espaces verts.

## Histoire
Édouard Ducpétiaux, premier inspecteur général des prisons de Belgique, est chargé de la conception de la prison de Namur. Inaugurée en 1876, l'institution est construite sur le modèle d'une croix à quatre branches. Autour du noyau central, qui avait à l'origine une fonction d'observation, s'articulent trois ailes de détention pour les détenus masculins. Le quartier des détenues se situait sur deux étages du quatrième bras, dont le rez-de-chaussée était occupé par des locaux administratifs et le parloir.
En 1970, un service psychiatrique fut construit dans le prolongement de l'aile B (vers le nord). Les détenues furent transférées dans d'autres quartiers pour femmes au cours de l'année 2010 afin de désengorger la prison de Jamioulx. Depuis lors, la population carcérale de Namur est exclusivement masculine.
De 2017 à 2022, la prison fut entièrement rénovée. Les travaux furent organisés en deux phases : de mai 2017 à mai 2019 pour les ailes B et D, et mai 2022 à juillet 2022 pour les ailes A et C, l'aile psychiatrique et le centre panoptique des surveillants.
La prison est passée d'un régime cellulaire axé sur l'isolement à un régime plus communautaire. L'aile A est une aile ‘ouverte’ avec des détenus qui travaillent et dont les portes sont ouvertes pendant la journée.

## Personnalité
- L'abbé Joseph André (1908-1973), prêtre du diocèse de Namur et « juste parmi les nations » fut jusqu'à sa mort aumônier de la prison de Namur. En hommage à sa mémoire la place publique sur laquelle donne la prison fut appelée place Abbé Joseph André.